# سبيس إكس سي آر إس-8
SpaceX CRS-8، وأيضاً تعرف ب SpX-8 هي مهمة إمداد إلى محطة الفضاء الدولية وجرت عملية الإطلاق في الساعة (20:43 بتوقيت جرينتش) من يوم الجمعة 8 أبريل،  من منصة إطلاق في كيب كنافيرال بفلوريدا لتستأنف رحلات إعادة التزويد بالامدادات التي تقوم بها شركة سبيس إكسبلوريشن تكنولوجيز (سبيس إكس) الخاصة لصالح ناسا، وكانت المحاولة الأخيرة قد وققت في يونيو 2015 وأدت لتدمير شحنة كانت في طريقها للمحطة الفضائية. ومن المقرر أن تصل المركبة واسمها (دراجون) يوم الأحد إلى محطة الفضاء الدولية وهي مختبر أبحاث تكلف 100 مليار دولار وتبعد عن الأرض حوالي 400 كيلومتر، وتحمل مركبة الشحن نحو 3175 كيلوجراما من الأغذية والإمدادات والتجارب العلمية.

## وصلات خارجية
- NASA
- CRS-8 press kit, SpaceX, 7 April 2016.